# Saison 4 de Justified
Chronologie
Saison 3 Saison 5
Cet article présente la quatrième saison  de la série télévisée américaine Justified.

## Distribution

### Acteurs principaux
- Timothy Olyphant (VF : Jean-Pierre Michaël) : Raylan Givens (en)
- Nick Searcy (VF : Alain Choquet) : Art Mullen (11 épisodes)
- Joelle Carter (VF : Virginie Kartner) : Ava Crowder
- Jacob Pitts (VF : Olivier Chauvel) : Tim Gutterson (11 épisodes)
- Erica Tazel (VF : Anaïs Navarro) : Rachel Brooks (9 épisodes)
- Walton Goggins (VF : Mathias Kozlowski) : Boyd Crowder

### Acteurs récurrents
- David Meunier (VF : Patrick Béthune) : Johnny Crowder[1] (12 épisodes)
- Ron Eldard (VF : Emmanuel Gradi) : Colton « Colt » Rhodes[2] (12 épisodes)
- Jim Beaver (VF : Jacques Bouanich) : le shérif Shelby Parlow (9 épisodes)
- Abby Miller (en) (VF : Alice Taurand) : Ellen May (8 épisodes)
- Jere Burns (VF : Nicolas Marié) : Wynn Duffy (7 épisodes)
- Lindsay Pulsipher (VF : Dorothée Pousséo) : Cassie St. Cyr (7 épisodes)
- Mike O'Malley (VF : Jean-Pascal Quilichini) : Nick « Nicky » Augustine (6 épisodes)
- Jesse Luken (en) (VF : Guillaume Toucas) : Jimmy (6 épisodes)
- Brian Howe (VF : Stéphane Bazin) : Arnold (épisodes 1, 6 à 9)
- Raymond J. Barry (VF : Pierre Dourlens) : Arlo Givens (épisodes 1, 5, 7 et 8)
- Patton Oswalt (VF : Jerome Wiggins) : Bob Sweeney[3] (épisodes 1, 5, 9 et 11)
- Jenn Lyon (en) (VF : Émilie Duchénoy) : Lindsey Salazar (épisodes 1 à 4)
- Joseph Mazzello (VF : Jérémy Prévost) : Billy St. Cyr[4] (épisodes 1 à 3)
- Chris Chalk : Jody Adair (épisodes 1 et 7)
- Robert Baker (VF : Loïc Rajouan) : Randall Kusik (épisodes 2 à 4)
- Natalie Zea (VF : Amandine Pommier) : Winona Hawkins (épisodes 5, 12 et 13)
- Rick Gomez (VF : Sylvain Agaësse) : Assistant du procureur David Vasquez (épisodes 5, 12 et 13)
- Gerald McRaney : Josiah Cairn (épisodes 5 et 6)
- Stephen Tobolowsky (VF : Bernard Alane) : agent du FBI Jeremy Barkley (épisode 5)
- William Gregory Lee (VF : Éric Aubrahn) : Adjoint Nick Mooney (épisodes 6, 10, 12 et 13)
- Sam Anderson (VF : Jean-Pierre Leroux) : Lee Paxton[5] (épisodes 7 à 9, 13)
- David Andrews (VF : Philippe Peythieu) : le shérif Tillman Napier (épisode 7)
- Brent Sexton (VF : Lionel Tua) : Shériff Hunter Mosley (épisodes 8 et 9)
- Mykelti Williamson (VF : Frantz Confiac) : Ellstin Limehouse (épisodes 10 et 12)
- John Kapelos (VF : Achille Orsoni) : Picker (épisodes 11 à 13)
- Max Perlich (VF : David Kruger) : Sammy Tonin (épisode 13)

Source VF: Doublage Séries Database

## Production
En novembre 2012, LaMonica Garrett a décroché un rôle pour le troisième épisode. Le rôle a été recasté ou cet épisode n'a jamais été produit.

## Liste des épisodes

### Épisode 1:Droit dans le mur
- États-Unis : 8 janvier 2013 sur FX[8]
- France : 
  - 19 décembre 2014 sur M6
  - sur Orange ciné choc
- Québec : 25 mai 2016 sur AddikTV[9]

- États-Unis : 3,59 millions de téléspectateurs[10] (première diffusion)

### Épisode 2:Où est Waldo?
- États-Unis : 15 janvier 2013 sur FX
- France : 19 décembre 2014 sur M6
- Québec : 1er juin 2016 sur AddikTV

- États-Unis : 2,45 millions de téléspectateurs[11] (première diffusion)

### Épisode 3:Nœud de vipères
- États-Unis : 22 janvier 2013 sur FX
- France : 27 décembre 2014 sur M6
- Québec : 8 juin 2016 sur AddikTV

- États-Unis : 2,44 millions de téléspectateurs[12] (première diffusion)

### Épisode 4:L'oiseau s'est envolé
- États-Unis : 29 janvier 2013 sur FX
- France : 3 janvier 2015 sur M6
- Québec : 15 juin 2016 sur AddikTV

- États-Unis : 2,08 millions de téléspectateurs[13] (première diffusion)

### Épisode 5:Délivrance
- États-Unis : 5 février 2013 sur FX
- France : 3 janvier 2015 sur M6
- Québec : 22 juin 2016 sur AddikTV

- États-Unis : 2,42 millions de téléspectateurs[14] (première diffusion)

### Épisode 6:Sur le pied de guerre
- États-Unis : 12 février 2013 sur FX
- France : 10 janvier 2015 sur M6
- Québec : 29 juin 2016 sur AddikTV

- États-Unis : 2,3 millions de téléspectateurs[15] (première diffusion)

### Épisode 7:Série Z
- États-Unis : 19 février 2013 sur FX
- France : 10 janvier 2015 sur M6
- Québec : 6 juillet 2016 sur AddikTV

- États-Unis : 2,15 millions de téléspectateurs[16] (première diffusion)

### Épisode 8:Hors-la-loi
- États-Unis : 26 février 2013 sur FX
- France : 17 janvier 2015 sur M6
- Québec : 13 juillet 2016 sur AddikTV

- États-Unis : 2,18 millions de téléspectateurs[17] (première diffusion)

### Épisode 9:Fais-moi peur, shérif
- États-Unis : 5 mars 2013 sur FX
- France : 17 janvier 2015 sur M6
- Québec : 20 juillet 2016 sur AddikTV

- États-Unis : 2,32 millions de téléspectateurs[18] (première diffusion)

### Épisode 10:Chasse à l'homme
- États-Unis : 12 mars 2013 sur FX
- France : 24 janvier 2015 sur M6
- Québec : 27 juillet 2016 sur AddikTV

- États-Unis : 2,4 millions de téléspectateurs[19] (première diffusion)

### Épisode 11:La Horde sauvage
- États-Unis : 19 mars 2013 sur FX
- France : 24 janvier 2015 sur M6
- Québec : 3 août 2016 sur AddikTV

- États-Unis : 2,45 millions de téléspectateurs[20] (première diffusion)

### Épisode 12:L'esprit en paix
- États-Unis : 26 mars 2013 sur FX
- France : 31 janvier 2015 sur M6
- Québec : 10 août 2016 sur AddikTV

- États-Unis : 2,44 millions de téléspectateurs[21] (première diffusion)

### Épisode 13:Périr par le glaive
- États-Unis : 2 avril 2013 sur FX
- France : 31 janvier 2015 sur M6
- Québec : 17 août 2016 sur AddikTV

- États-Unis : 2,25 millions de téléspectateurs[22] (première diffusion)